# Chen Hao-wei
Chen Hao-wei (陳浩瑋S, Chén HàowěiP; Hualien, 30 aprile 1992) è un calciatore taiwanese, centrocampista del Qingdao Hongshi.